# Quận Hancock, Georgia
Quận Hancock là một quận trong tiểu bang Georgia, Hoa Kỳ. Quận lỵ đóng ở thành phố Sparta 6. Theo điều tra dân số năm 2000 của Cục điều tra dân số Hoa Kỳ, quận có dân số 10.076 người 2. Năm 2007, ước tính dân số quận này là 9568 người.